# NK Progres Rankovići
NK Progres je bivši bosanskohercegovački nogometni klub iz Rankovića kod Novog Travnika.

## Povijest
Klub je osnovan prije 1983. godine. Tijekom 1980-ih Progres igra u Grupnoj ligi Međuopćinskog nogometnog saveza Zenice.